# Večernje novosti
Večernje novosti – serbski dziennik wydawany w Belgradzie. Należy do gazet typu tabloid. Został założony w 1953 roku.